# Yoshifumi Tanaka
Yoshifumi Tanaka (Japans: 田中吉史, Tanaka Yoshifumi) (Itami, 30 april 1968) is een hedendaags Japans componist.

## Levensloop
Tanaka studeerde eerst autodidactisch, maar maakte dan in 1994 en 1995 studies bij Chaya Czernowin. In 1988 en 1989 behoorden zijn werken tot de finalisten van de compositie-competitie van de Japanese Society for Contemporary Music (ISCM Japanese section). In 1996 won hij tijdens het Akiyoshidai International Contemporary Music Seminar and Festival de AKIYOSHIDAI International Composition Award.
Zijn werken werden op verschillende binnen- en buitenlandse festivals uitgevoerd, zoals bij Arsenale musica Pisa, Italië), Contemporary music week aan de  University of Saskatchewan in Saskatoon, Canada, Festival nieuwe Muziek, Middelburg, provincie Zeeland, Darmstädter Ferienkurse für Neue Musik, Darmstadt, Duitsland, Melbourne Festival, Melbourne, Australië, Gaudeamus Muziek Week, Amsterdam en ISCM World Music Days 2001 Yokohama. Tanaka kreeg ook compositieopdrachten van bekende festivals en instituties.
Sinds 1990, is hij lid van de Japanse componisten-groep "TEMPUS NOVUM".

## Composities

### Werken voor orkest
- 1997 linea-respiro, voor 17 instrumentalisten

### Werken voor harmonieorkest
- 1998 Outer music
- 2002 Concerto for wind orchestra (1e versie)
- 2003 Concerto for wind orchestra (2e versie)

### Vocale muziek
- 2005 No.9 - Quintetto, voor 12 vocalisten (3 sopranen, 3 alt, 3 tenoren, 3 bassen)

### Kamermuziek
- 1996 Attributes II, voor altsaxofoon en piano
- 1996-1997 fuggitivi, voor strijkkwartet
- 1998 Nabo, voor klarinet, trompet en slagwerk
- 1999 Phi, voor fluit (ook: basfluit,piccolo), klarinet (ook: basklarinet), trompet, slagwerk, altviool en contrabas
- 1999 Notturno correndo, voor klarinet (ook. basklarinet), cello en piano
- 1999 Duo, voor sopraansaxofoon en viool
- 2000 Ventò, voor piccolo (ook: basfluit) en piano
- 2004 Uccello magico - parafrasi di "Casanova" di Nino Rota, voor fluit en piano
- 2005 Come ricordarti la melodia? (How do you remember a melody?), voor strijkersoktet (2 violen, 2 altviolen, 2 celli, 2 contrabassen)
- 2006 An Interview with L.B. interpreted by viola and piano
- 2007 uncertain melody and choral in fading memory, voor 3 melodicas

### Werken voor piano
- 1992/1997 TROS III
- 1994-1996 eco lontanissima II
- 1997 Sniff
- 2004 air varié
- 2005 air (de Cherubino)

### Werken voor accordeon
- 2002 Luftspiel

### Werken voor gitaar
- 1998-1999 eco lontanissima VI

### Elektronische muziek
- 2000 Lessico famigliare, voor altviool, piano en geluidsband
- 2002-2003 Schwaz Etude, voor geluidsband

### Werken voor traditionele Japanse instrumenten
- 2002 Tsumugi-uta (Spining song), voor twee 20-snaren-koto